# Dulha Mil Gaya : Un mari presque parfait
Pour plus de détails, voir Fiche technique et Distribution.
Dulha Mil Gaya : Un mari presque parfait (devanagari: दुल्हा मिल गया, nastaliq: دولھا مل گیا , litt. « Le marié a été trouvé ») est un film de Muddassar Aziz avec Sushmita Sen et Fardeen Khan. Shah Rukh Khan y fait une apparition. Ce film est sorti en janvier 2010.

## Synopsis
Tej Dhanraj perdit sa mère à l’âge de 8 ans, marqué par ce drame, il fut toujours entouré par les plus belles femmes du monde. Allergique à l’idée du mariage et collectionnant les conquêtes, ce playboy, finit malgré tout par se marier à une jeune femme innocente et ravissante : Samarpreet. Orpheline, elle vient de la campagne du Penjab (au nord-ouest de l’Inde) et pense avoir trouvé le partenaire idéal. Pourtant ce mariage n’est qu’une mascarade et n’était que la condition sine qua non pour que Tej puisse hériter de la fortune considérable de son père décédé quelque temps plus tôt. Après son mariage et sans attendre, Tej délaisse sa femme et retourne à ses loisirs favoris dans les îles, il rompt tout contact avec elle, mais afin que le mariage garde toute validité il fait parvenir régulièrement à la famille de Samarpreet de grosses sommes d’argent. Ailleurs sur l’île, Pawan (Shah Rukh Khan), homme d’affaires accompli, s’est construit un empire qui s’étend sur trois continents, âgé de 38 ans, il est cultivé, énigmatique et se présente comme le roi des Caraïbes. Il est amoureux fou de la sublime Shimmer (Sushmita Sen), mannequin de renommée mondiale qui est considérée comme le diamant brut de l’île et qui se trouve être une amie de Tej. La ravissante Samarpreet décide de faire le voyage du Penjab aux Caraïbes pour venir chercher son mari et son arrivée risque de tout chambouler sur la petite île. Sur place, Samarpreet va être formée par son pygmalion (Shimmer) pour être à la hauteur de son mari quelle redécouvre infidèle, superficiel, et menteur…

## Fiche technique
- Titre original : Dulha Mil Gaya
- Titre français : Dulha Mil Gaya : Un mari presque parfait
- Titre en hindi : दूल्हा मिल गया
- Réalisateur : Muddassar Aziz
- Scénariste : Muddassar Aziz
- Photographie : Sunil Patel
- Montage : Sanjay Ingle
- Musique : Lalit Pandit
- Parolier : Muddassar Aziz
- Producteur : Vivek Vaswani
- Pays d'origine :  Inde
- Langue originale : hindi, anglais
- Durée : 152 minutes
- Genre : Comédie dramatique et romance
- Dates de sortie :

Inde : 8 janvier 2010
France : 14 juillet 2010

## Distribution
- Sushmita Sen : Shimmer Canhai
- Ishita Sharma : Samarpreet Kapoor « Samara »
- Fardeen Khan : Tej Dhanraj « Donsai »
- Shahrukh Khan : Pawan Raj Ghandhi « PRG » (apparition)
- Mohit Chadha : Jigar
- Tara Sharma : Tanvi
- Johnny Lever : Hussain Bhai
- Suchitra Pillai-Malik : Jasmine
- Howard Rosemeyer : Lotus
- Parikshat Sahni : Ratandeep Kapoor « Bade Pa »
- Beena Kak : Gurnaam Kapoor « Tai Ji »

## Musique
Les chansons sont composées par Lalit Pandit.
- Akela Dil : Adnan Sami, Anushka Manchanda
- Dulha Mil Gaya : Daler Mehndi
- Tu Jo Jaanle : Sonu Nigam
- Aaja Aaja Mera Ranjhna : Anushka Manchanda, Swananda
- Magar Meri Jaan Suno : Lalit Pandit, Anushka Manchanda, Mahua
- Rang Diya Dil Maine : Shreya Ghoshal
- Dilrubaon Ke Jalwe : Amit Kumar, Monali Thakur